# Kittelforsheden
Kittelforsheden är ett naturreservat i Lycksele kommun i Västerbottens län.
Området är naturskyddat sedan 1997 och är 5 hektar stort. Reservatet består av granskog på båda sidor om en bäck.